# Portret Doriana Greja
Portret Doriana Greja (Портрет Дориана Грея) è un cortometraggio muto del 1915 diretto da Vsevolod Ėmil'evič Mejerchol'd.